# William J. Burns
William Joseph Burns, född 4 april 1956 på Fort Bragg i North Carolina, är en amerikansk ämbetsman.
William J. Burns är son till armégeneralen William F. Burns. Han utbildade sig på La Salle University i Philadelphia med en kandidatexamen i historia och på St John's College i Oxford i Storbritannien, med en magister- och en doktorsexamen i internationell politik.
Han började därefter i utrikesministeriet 1982 och arbetade där fram till 2014. Han var bland annat ambassadör i Jordanien 1998–2001, ambassadör i Ryssland 2005–2008 och Under Secretary for Political Affairs 2008–2011. År 2014 blev han ordförande för  Carnegie Endowment for International Peace.

## Central Intelligence Agency
Joe Biden meddelade i januari 2021 att han avsåg att nominera William J. Burns till chef för Central Intelligence Agency. Efter hearing i underrättelseutskottet, rekommenderade detta i mars Burns för godkännande av USA:s senat i plenum.